# Nicolás Forteza Forteza
Nicolás Forteza Forteza (Felanich, 19 de enero de 1918 - Palma de Mallorca, 6 de agosto de 2010) fue un pintor y farmacéutico mallorquín. En su pintura siguió la corriente post-impresionista, especializándose en pintar los paisajes de la isla de Mallorca(paisajismo). También fue presidente del Real Club Náutico de Palma durante el periodo de abril de 1993 a noviembre de 1995.

## Biografía
A la edad de 12 años creó con sus amigos The Royal Jazz, una banda con la que tocaron en diferentes locales de la isla hasta que cumplió los 16. 
En 1946 se licenció en farmacia, profesión a la que se dedica hasta 1980, cuando decide consagrarse al arte. Años antes, en 1951, presentó su primera exposición en el Círculo de Bellas Artes de Palma de Mallorca. Posteriormente, pudo exponer en ciudades como Barcelona, Puerto Rico, Estocolmo, Londres y París.
En 1990, el escritor Gabriel Janer Manila escribió el libro Nicolás Forteza, en el que profundiza en la figura y obra del artista. 
En 2005, la Real Academia Nacional de Farmacia le concedió la Medalla Carracido de plata.
En 2008, CaixaForum Palma, le dedica la primera exposición antológica realizada a un pintor vivo.
En octubre del 2011 (un año después de su muerte) la Real Academia Nacional de Farmacia rinde homenaje al pintor en su sede en Madrid.